# پاتریارک‌نشین ارتدکس یونانی اسکندریه
پاتریارک‌نشین ارتدکس یونانی اسکندریه، یکی از کلیساهای خودمختار ارتدکس شرقی است. این کلیسا از کلیسای ارتدکس قبطی و کلیسای کاتولیک قبطی جدا شد. مقر این کلیسا در اسکندریه است. پاتریارک تئودور دوم است.

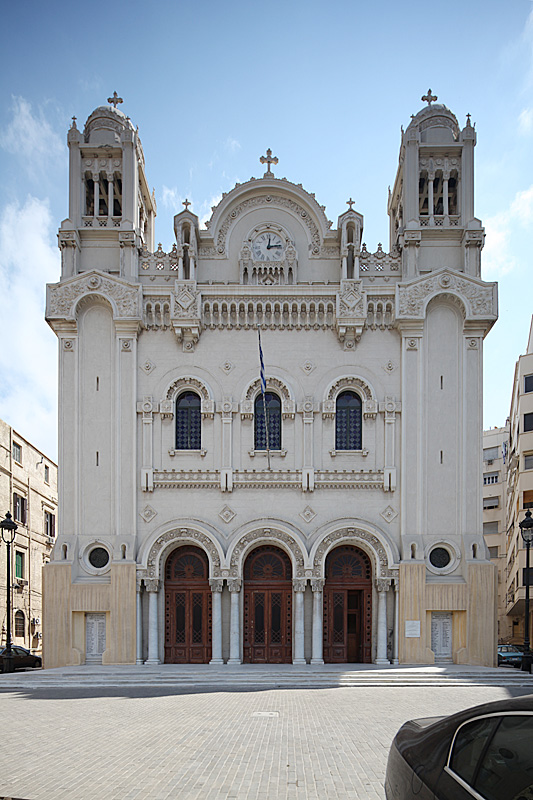
کلیسای جامع بشارت در اسکندریه

‏

## مطران‌نشین‌ها

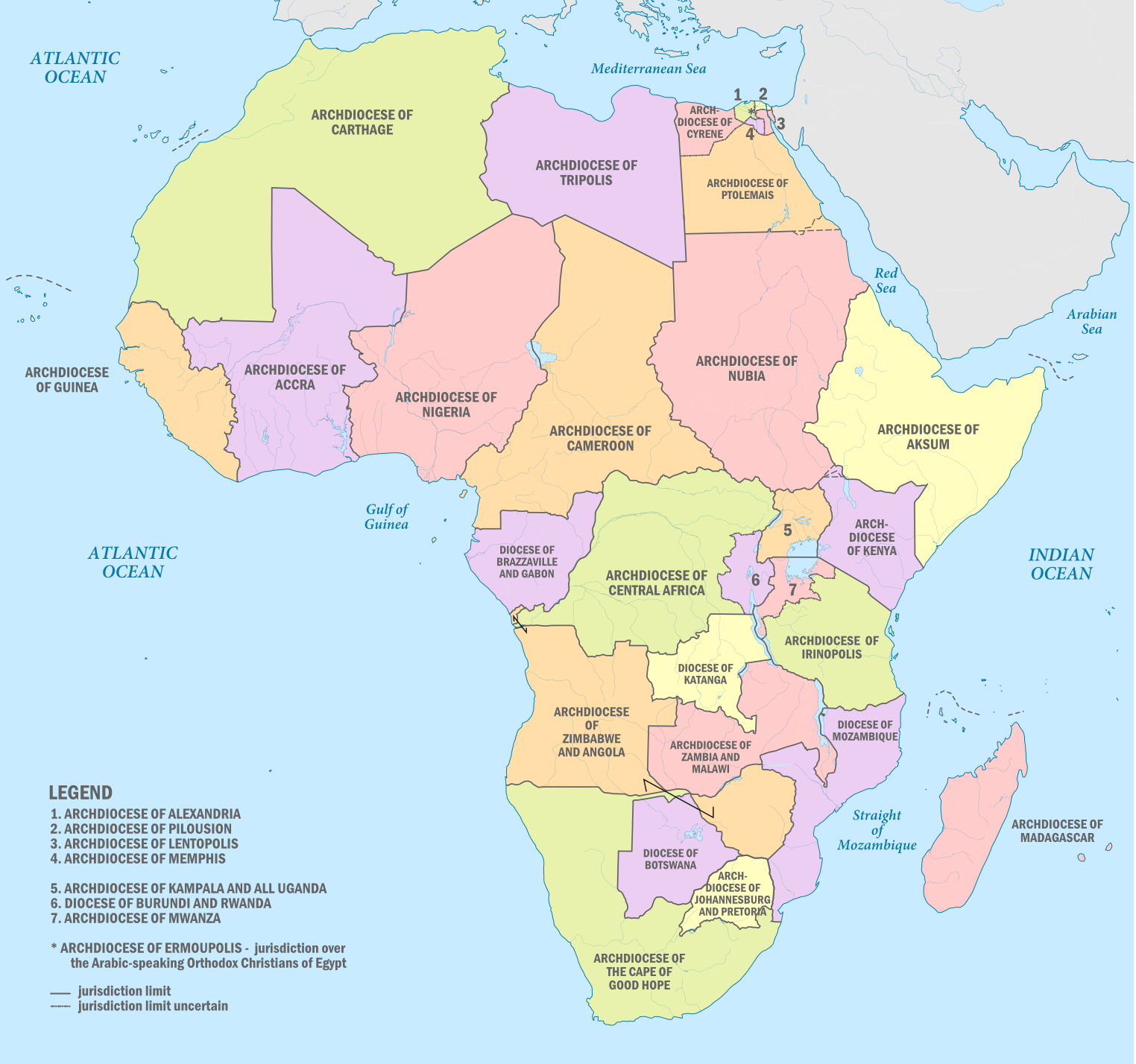

‏